# بیمارستان دانشگاه گنت
بیمارستان دانشگاه گنت (به لاتین: Ghent University Hospital) یک کسب‌وکار و بیمارستان آموزشی در بلژیک است که در خنت واقع شده‌است.